# Iotula kempseyensis
Iotula kempseyensis är en snäckart som först beskrevs av Cox 1872.  Iotula kempseyensis ingår i släktet Iotula och familjen punktsnäckor. Inga underarter finns listade i Catalogue of Life.